# Michel Dorigny
Michel Dorigny, född 1617 i Saint-Quentin, Aisne, Frankrike, död 1665 i Paris, var en fransk målare och kopparstickare. Han var far till Louis Dorigny och Nicolas Dorigny.
Michel Dorigny var elev och svärson till Simon Vouet, vars stil han följde i sina plafonder och dekorationer i slottet Vincennes. Som kopparstickare reproducerade han Vouets och andras målningar i en originell teknik med kraftiga linjer och stora vita ytor i dräkter och bakgrund.